# Saint-Paul-lès-Durance
Saint-Paul-lès-Durance [sɛ̃ pɔl lɛ dyʁɑ̃s] ist ein Dorf und eine Gemeinde mit 886 Einwohnern (Stand 1. Januar 2022) im Département Bouches-du-Rhône in der Region Provence-Alpes-Côte d’Azur in Südfrankreich.
Saint-Paul-lès-Durance ist die östlichste Gemeinde des Départements Bouches-du-Rhône. Sie liegt am linken Ufer der Durance, ihr Zufluss Abéou durchquert das Ortsgebiet. Auf dem Gemeindegebiet liegt das Kernforschungszentrum Centre de Cadarache.

## Bevölkerungsentwicklung

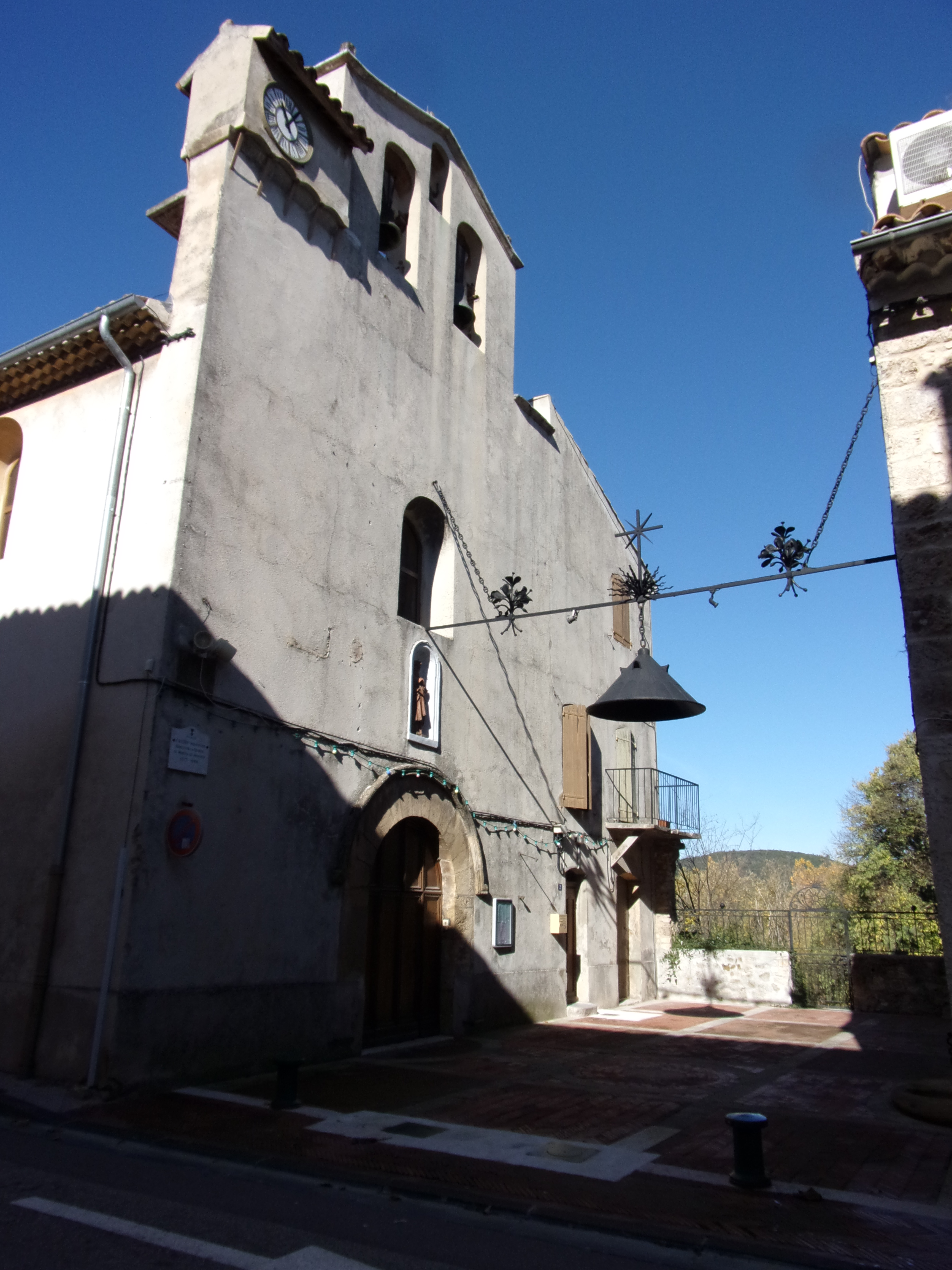
Kirche Saint-Paul

| Jahr                       | 1962 | 1968 | 1975 | 1982 | 1990 | 1999 | 2008 | 2018 | 2021 |
| Einwohner                  | 866  | 503  | 463  | 461  | 643  | 790  | 973  | 880  | 887  |
| Quellen: Cassini und INSEE |      |      |      |      |      |      |      |      |      |